# Electrona risso
Electrona risso is een straalvinnige vissensoort uit de familie van de lantaarnvissen (Myctophidae). De wetenschappelijke naam van de soort werd in 1829 gepubliceerd door Cocco. De soort is vernoemd naar Antoine Risso.